# Theodor Wertheim
 Theodor Wertheim  (Viena, 25 de dezembro de 1820  – 6 de julho de 1864) foi um químico austríaco. Pai do ginecologista Ernst Wertheim (1864-1920).
Estudou química orgânica em Berlim como um pupilo de Eilhard Mitscherlich, e 1843 foi para a Universidade Carolina, onde foi aluno de Josef Redtenbacher. Foi privatdozent em Viena, e de 1853 a 1860 foi professor da Universidade Eötvös Loránd. A partir de 1861 foi professor da Universidade de Graz. Em maio de 1864 foi para Viena, onde morreu pouco depois.
Em 1848 tornou-se membro correspondente da Academia de Ciências de Viena.
Em 1844 Wertheim destilou uma substância pungente do alho, denominando-a "allyl". Em suas pesquisas relatou a relação próxima entre o óleo de alho e o óleo de mostarda. Publicou diversos estudos sobre o óleo de alho, piperina, quinina e coniina no Liebig’s Annalen der Chemie.
Participou do Congresso de Karlsruhe de 1860.